# NGC 2053
NGC 2053 је расејано звездано јато у сазвежђу Златна риба које се налази на NGC листи објеката дубоког неба.
Деклинација објекта је - 67° 24' 47" а ректасцензија 5h 37m 39,8s. Привидна величина (магнитуда) објекта NGC 2053 износи 12,2 а фотографска магнитуда 12,4. NGC 2053 је још познат и под ознакама ESO 86-SC17.